# William Morris, 1st Viscount Nuffield
William Richard Morris, 1st Viscount Nuffield (født 10 oktober 1877, død 22. august 1963) var en engelsk køretøjsproducent og filantrop. Han grundlagde Morris Motors og stiftede de velgørende fonde Nuffield Foundation og Nuffield Trust og grundlagde Nuffield College i Oxford og var involveret i stiftelsen den britiske andelssygekasse BUPA, der senere etablerede Nuffield Health, en britisk virksomhed, der driver privathospitaler. Han blev adlet for sit bidrag til det britiske samfund og tag sit adelsnavn fra landsbyen Nuffield i Oxfordshire, hvor han boede.

## Motorfabrikant
William Morris forlod skolen som 15-årig, hvor han kom i lære som cykelsmed og cykelhandler. Efter at være nægtet en lønforhøjelse åbnede Morris året efter sin egen cykelsmedbutik i forældrenes skur. Forretningen gik godt, og han flyttede hurtigt forretningen til hovedgaden i Oxford, hvor han solgte cykler under mærket "Morris". Han benyttede selv cyklerne som cykelrytter og vandt flere lokale mesterskaber. I 1901 begyndte han at arbejde med motorcykler og flyttede til større lokaler, hvorfra han under navnet 'The Oxford Garage' reparerede og solgte cykler, motorcykler og biler. Navnet blev senere ændret til 'The Morris Garage'.
I 1912 etablerede William Morris WRM Motors Ltd., der fremstillede mindre og billige biler. Virksomheden voksede, og William Morris blev den største arbejdsgiver i Oxford. WRM Motors skiftede navn til Morris Motors og blev en af de mest succesfulde britiske bilproducenter.
Politisk var William Morris en stærk modstander af fagforeninger, og Morris Motors var i 1934 hjemsted for en større strejke.
Udover Morris Motors erhvervede William Morris privat i februar 1927 Wolseley Motors, et bilmærke, som Morris ærkerival baron Herbert Austin havde grundlagt i 1901. Austin bød på mærket, men blev overbudt af Morris. Morris var på det tidspunkt "tidens mest berømte industriejer" og blev nytårsdag 1938 adlet som Viscount Nuffield. Han lagde i 1935 Wolseley ind under Morris Motors, der i 1938 opkøbte Riley Motors. Han gav sine samlede virksomheder navnet Nuffield Organization.
Efter 2. verdenskrig fusionerede Morris Motors i 1952 med Austin Motor Company under det fælles holdingselskab British Motor Corporation (BMC), hvor William Morris var formand i organisationens første år, indtil han trak sig tilbage som 75-årig.

## Antisemitisme og støtte til britisk fascisme
Morris var stærkt antisemitisk og var en hovedbidragsyder til Oswald Mosley og britisk fascisme. Morris gav Mosley £35.000 til at grundlægge den antisemitiske avis Action, og £50.000 i 1930 til at finansiere Mosleys fascistparti New Party, der senere blev en del af British Union of Fascists. Morris indstillede støtten til den britiske fascistbevægelse i 1932.

## Filantropi
Morris blev gift med Elizabeth Anstey i 1903, men parret fik ingen børn, og William uddelte en stor del af sin formue til velgørenhed.
Han grundlagde i 1937 Nuffield College i Oxford og gav samme år donationer til Sea Cadet Corps og til University of Birmingham for opførelsen af The Nuffield building, der huser en cyklotron. I december 1938 tilbød han at levere en gratis jernlunge fremstillet på Morris' fabrikker til alle hospitaler i Storbritannien og i det britiske imperium; Morris leverede mere end 1.700 stk. Han stiftede i 1943 The Nuffield Foundation med en kapital på 10 millioner pund for at fremme uddannelse og social velfærd.